# Simulium voltae
Simulium voltae es una especie de insecto del género Simulium, familia Simuliidae, orden Diptera.

## Distribución
Se distribuye por África occidental.

## Taxonomía
Fue descrita científicamente por Grenier & Ovazza, 1960.